# سبزکوه
سبزکوه کوهی در منطقه حفاظت شده سبزکوه در دهستان مشایخ، بخش ناغان، شهرستان کیار، استان چهارمحال و بختیاری است. رودخانه سبزکوه که یکی از شاخه های رودخانه کارون است از این کوه سرچشمه می‌گیرد.